# Aleksander Wejnert
Aleksander Wejnert (ur. 24 kwietnia 1809 w Warszawie, zm. 25 listopada 1879) – polski historyk, varsavianista.

## Życiorys
Był synem Antoniego Wejnerta, flecisty pochodzenia czeskiego. W latach 1827–1830 studiował na wydziale nauk prawnych i administracyjnych Królewskiego Uniwersytetu Warszawskiego. W latach 1832–1857 był urzędnikiem miejskim w Warszawie. W 1857 rozpoczął pracę jako główny kasjer na kolei warszawsko-wiedeńskiej. W 1879 został kierownikiem biblioteki Branickich.
Około 1836 został honorowym konserwatorem akt miasta Warszawy, urząd ten pełnił do 1872. Wykorzystując dostęp do archiwum miejskiego Warszawy badał przeszłość miasta. Publikował m.in. w „Bibliotece Warszawskiej”, „Gazecie Polskiej”, „Gazecie Warszawskiej”, „Tygodniku Powszechnym”, „Tygodniku Ilustrowanym” oraz w Encyklopedii Powszechnej Orgelbranda. Najważniejszą jego pracą jest 6-tomowa Starożytność warszawska (1848–1858), poświęcona zabytkom miasta. Opublikował także Zabytki dawnych urządzeń sądowych m. Warszawy i O starostwach w Polsce końca XVIII w.
Jest patronem ulicy na warszawskim Mokotowie.